# Hypocrita eulalia
Hypocrita eulalia là một loài bướm đêm thuộc phân họ Arctiinae, họ Erebidae.